# Parafia Stygmatów św. Franciszka z Asyżu w Tomisławiu
Parafia Stygmatów św. Franciszka z Asyżu w Tomisławiu – parafia rzymskokatolicka w dekanacie Bolesławiec Zachód w diecezji legnickiej.  Jej proboszczem jest ks. mgr Marcin Szymaniak. Obsługiwana przez księży diecezjalnych. Erygowana w 1946 roku.